# Drehkreuz Airport
Drehkreuz Airport ist eine im Jahr 2001 im ZDF ausgestrahlte Fernsehserie. Die Handlung der unter Leitung des Regisseurs Werner Masten entstandenen Serie spielt auf einem internationalen Großflughafen und hat damit verbundene Ereignisse zum Thema. Gedreht wurde auf dem Flughafen Düsseldorf während des regulären Betriebes.

## Handlung
Der Pilot Christian Manthey wird auf der südamerikanischen Insel Sandoro von Rebellen angeschossen und muss deshalb seinen Job aufgeben. Er arbeitet nun als Verkehrsleiter des Flughafens, zusammen mit dem Technischen Leiter Michael Schütte. Dieser muss sich mit dem Problem auseinandersetzen, dass nach längerer Zeit, in der illegal Kerosin abgezapft wurde, nun dem Flughafen kein Treibstoff mehr zur Verfügung steht. Im weiteren Verlauf der Serie müssen sich die beiden unter anderem mit dem Raub von Goldbarren im Wert von 30 Millionen Mark, dem Fund eines nicht entschärfbaren Blindgängers, einer Flugzeugentführung, der Einfuhr giftiger Spinnen und einer Quarantäne befassen. Zudem wird Manthey zum kommissarischen Direktor des Flughafens ernannt und verweigert in dieser Position die Zahlung von Bestechungsgeldern an eine Cargofirma, die droht abzuwandern. Zudem kommt es zu Rivalitäten zwischen Manthey und Schütte, weil beide um dessen Frau Alexandra konkurrieren.

## Hintergrund
Drehkreuz Airport wurde während des laufenden Flugbetriebs auf dem Flughafen Düsseldorf gedreht. Betreut wurde die Produktion von der ZDF Enterprises. Die Ausstrahlung erfolgte im ZDF, jeweils mittwochs um 19:25 Uhr. Begleitet wurde sie mit dem Internetauftritt www.drehkreuz-airport.de. Auf dieser Seite wurden Hintergrund- und Vorabinformationen zur Serie und den Darstellern präsentiert.

## Besetzung
| SchauspielerIn         | Rolle             |
| ---------------------- | ----------------- |
| Ralf Bauer             | Christian Manthey |
| Tina Ruland            | Alexandra Schütte |
| Dirk Mierau            | Michael Schütte   |
| Gerhart Lippert        | Wolfgang Hartmann |
| Carol Campbell         | Nicole Weber      |
| Ulrike Folkerts        | Franka Sandhofe   |
| Andreas Elsholz        | Carlo             |
| Christine Hatzenbühler | Silke Steinmüller |
| Julia Hentschel        | Petra Steinmüller |
| Jana Hora              | Maren Ullrich     |
| Michele Oliveri        | Bertoni           |
| Gerd Silberbauer       | Tim Falck         |
| Dieter Hufschmidt      | Rudolf van Haid   |
| Ercan Özçelik          | Dr. Rashid        |
| Fabian Binder          | Kevin             |
| Ernst Petry            | BGS-Beamter       |